# 今村怜央
今村 怜央（いまむら れお、1987年1月27日 - ）は、日本の歌手、ギタリスト、俳優。多国籍音楽集団ALIのボーカル。ロックバンドThe John's Guerrillaのボーカリストおよびギタリストである。東京都渋谷区出身。現妻は元E-girlsの藤井萩花。

## バンド参加

### The John's Guerrilla
2004年結成
- Junichi Kamegaya - ドラム
- Ryoji Tonegawa - ギター
- Leo - ボーカル　ギター
- Kaname Ishii - ベース
- Naoki Matsuda - シンセサイザー

### TERROR FAMILIA
- ダイアナチアキ - ボーカル
- 今村怜央 - ボーカル、ギター
- Ryuki - ベース
- Kosuke - ドラム

### Babylon Panic
2011年結成
- 七尾茂大（DRY&HEAVY/audio active）- ドラム
- 今村怜央 - ボーカル、ギター
- 鳥海隆志（CARIB ROCKS）- ベース
- 熊澤竜太 - ギター

### ALL CITY STEPPERS
2013年結成
- Ryuichi - ボーカル、ギター
- Leo - ボーカル、ギター
- Ryuki - ベース

### ALI
2016年結成。バンド名の元ネタはモハメッド・アリ。
- LEO - ボーカル
- CESAR - ギター
- LUTHFI - ベース

## 人物
- 父親は日本人、母親はスペインとイギリスとフィリピンのミックス[4]。
- 自身の34歳の誕生日である2021年1月27日、藤井萩花との結婚を発表[2]。藤井はALIの所属事務所社長に就任[5]。
- 2021年2月23日、文春オンラインで過去について報じられ、離婚歴があり前妻との間に子どもがいることなどが明らかになった[3]。記事によると2012年の夏から3カ月ほど、バーのイベントにて知り合った女性と定期的に会う不倫関係にあったと報道された。女性は交際していると思っていたが、共通の友人に「LEOってかっこいいよね。お父さんには見えない」と言われ、今村に妻子がおり、更に夫人が第2子を妊娠中と知り、不倫関係を継続するわけにもいかないと関係を終わらせたという（その後、時期は明確にしていないが今村は離婚している）[3]。この報道を受けた形で今村は自身のツイッターを更新し[6]、「出会うまで、本当に酷いクズだった俺を叱り、更生して、導いてくれた嫁（藤井のこと）には感謝です。。。」と、また翌23日には藤井がインスタグラムのストーリーズを更新し、「そうです、本当にクズだったんです」とつづった[7]。
- 2022年4月26日、現在の妻である藤井が双子の男児を出産。これにより今村は4人の子の父となった（前妻との間に女児2人をもうけている）[5]。

## コラボレーション
- Paranel feat. 今村怜央(The John's Guerrilla)「Reo」（2013年）[8]
- 香取慎吾「SURVIVE（feat. LEO）」（3rd Album『CIRCUS FUNK』収録曲）（2024年）

## 作品

### The John's Guerrilla

#### アルバム
- Seize The Time（2009年7月8日）
- UNITED DIAMOND（2010年7月21日）
- ALL POWER TO THE PEOPLE（2012年7月4日）

#### シングル
- Shoot The Radio/Shadow Disco（2008年6月25日）
- Midnight Hooligan〜Get Rouse&live Tracks@09.9.3 Shinjuku Loft〜（2009年11月4日）

#### その他
- UNDER CONSTRUCTION 〜rock'n'roll revival from Tokyo!!!〜（2009年1月7日）
- 69★TRIBE Cupid Honey Traps（2009年4月22日）
- NEXT ROCK ON -ROCK’N ROLL REVIVAL [Limited Edition]（2009年2月18日）

### ALL CITY STEPPERS

#### シングル
- Precious Girl (2013年8月21日)

#### アルバム
- SEXY VIRGIN RIOT（2014年3月5日）
- PARTYAGE（2018年10月3日）

### BABYLON PANIC

#### 7インチレコード
- New Future / True Love（2013年）

### ALI

#### シングル
- TRUE FICTION（2019年2月14日）
- Vim（2019年3月5日）
- STAYING IN THE GROOVE（2019年4月17日）
- Temptations（2019年8月29日）
- Wild Side（2019年11月29日）

#### EP
- ALI（2019年5月17日）

### 楽曲提供
| 曲名           | アーティスト | 担当       | 収録作品       | 備考 |
| -------------- | ------------ | ---------- | -------------- | ---- |
| オオカミと彗星 | 関ジャニ∞    | 作詞・作曲 | オオカミと彗星 |      |

## 出演

### 映画
- さようなら（2015年11月21日公開、ファントム・フィルム、監督：深田晃司）
- サラバ静寂（2018年1月27日公開、監督：宇賀那健一）
- モダン・ラブ（2018年6月30日公開、P-kraft、監督：福島拓哉） - バード 役
- ザ・ゲスイドウズ（2025年2月28日公開、監督：宇賀那健一）[10][11]